# Kamvingesvalor
Kamvingesvalor (Stelgidopteryx) är litet släkte i familjen svalor inom ordningen tättingar. Släktet omfattar endast två till tre arter som förekommer i Nord- och Sydamerika från södra Alaska till norra Argentina:
- Nordlig kamvingesvala (S. serripennis)
  - "Yucatánkamvingesvala" (S. [s.] ridgwayi) – urskiljs som egen art av Birdlife International
- Sydlig kamvingesvala (S. ruficollis)

Tidigare kallades även de ej närbesläktade afrikanska svalorna i släktet Psalidoprocne för kamvingesvalor.